# Superstite
Superstite è un singolo del rapper italiano Mr. Rain pubblicato il 22 settembre 2017 per l'etichetta Warner Music Italy e realizzato insieme al rapper italiano Osso.

## Tracce
1. Superstite – 3:19